# Antocha macrocera
Antocha macrocera är en tvåvingeart som beskrevs av Alexander 1970. Antocha macrocera ingår i släktet Antocha och familjen småharkrankar. Inga underarter finns listade i Catalogue of Life.